# Schtroumpf poète
Le Schtroumpf poète est un personnage de fiction de la bande dessinée Les Schtroumpfs. Il a été créé par le dessinateur belge Peyo puis transformé par Thierry Culliford.

## Caractéristiques
Il est souvent représenté en train de composer un poème, parfois avec une plume et un rouleau de parchemin ou encore une lyre en main.
Dans Histoires de Schtroumpfs, on aperçoit l'intérieur de sa maison, avec notamment une armoire remplie de livres de poésie. Dans Schtroumpf vert et vert Schtroumpf, on apprend qu'il habite la partie sud du village.

## Apparitions
Le Schtroumpf poète apparaît pour la première fois dans l'album La Schtroumpfette lorsque, sous l'influence de celle-ci, il ouvre la vanne du barrage qui protège le village des Schtroumpfs. Ne parvenant pas à la refermer, il provoque l'inondation du village.
Dans Le Schtroumpfeur de pluie, sa dispute avec le Schtroumpf paysan provoque un dérèglement climatique.